# ذى الباري (إب)

تعديل مصدري - تعديل

ذى الباري محلة تابعة لقرية سائله العين، التابعة لعزلة بني مدسم بمديرية إب إحدى مديريات محافظة إب في الجمهورية اليمنية.، بلغ تعداد سكانها 183 حسب تعداد اليمن لعام 2004.